# 多田七帆
多田 七帆（ただ ななほ、2003年6月23日 - ）は、立教大学法学部に在学する日本の女子大生タレント。
『オールナイトフジコ』（フジテレビ）に「フジコーズ」としてレギュラー出演。（3期生・学生番号23番）

## 来歴
エンターテインメントを仕事にしたいと考えていた中で大学に進学したことが正しかったのか悩んでいた時、女子大生だからこそ出演できるこの番組を見て、この番組で様々なことに挑戦したいと思ったことがきっかけで、フジコーズの3期生オーディションに応募。見事合格し、2024年5月17日放送分より『オールナイトフジコ』にフジコーズとしてレギュラー出演。

## 人物
- 愛称はほーちゃん・ほー介
- 趣味は読書・体を動かすこと・目的地を決めずに散歩すること。
- 特技はいつでもどこでも寝られること[2]。
- 好きな食べ物はにんにくとパクチー。
- 嫌いな食べ物は酢豚[1]。
- 好きな番組は『芸能人が本気で考えた!ドッキリGP』（フジテレビ）と『ヒルナンデス!』（日本テレビ）[3]。
- 『ポケットモンスター』好きで好きなポケモンはパモ。
- 『オールナイトフジコ』で総合プロデューサーを務める秋元康がプロデュースしているAKB48の18期生オーディション及び、同番組でメインMCを務める佐久間宣行がプロデュースしているラフ×ラフのオーディションを受けた経験がある。
- 『オールナイトフジコ』のMC陣で一番好きなのは佐久間宣行。
- フジコーズの沖玲萌とは大学の同級生で、学部も同じである。
- 『オールナイトフジコ』の3期生紹介の際にサンシャイン池崎のモノマネを披露した[4]。
- 憧れの女優は新垣結衣と松岡茉優。

## 出演

### テレビ
- オールナイトフジコ（2024年5月17日 - 2025年3月22日、フジテレビ） - フジコーズとして

### ラジオ
- DJ Tomoaki's Radio Show!（2024年8月15日、9月19日、12月19日、2025年1月23日、6月5日、下北FM）[5][6][7][8][9]
  - ほーちゃんの部屋（2025年6月5日、下北FM）[9]